# Président du conseil de Budapest
 (novembre 2023).
Si vous disposez d'ouvrages ou d'articles de référence ou si vous connaissez des sites web de qualité traitant du thème abordé ici, merci de compléter l'article en donnant les références utiles à sa vérifiabilité et en les liant à la section « Notes et références ».

Par décision du conseil de Budapest du 24 novembre 1964, les armes de la ville adoptent l'étoile rouge.

Le président du conseil de Budapest (en hongrois : Budapest tanácselnöke), que l'on peut également traduire par président du soviet de Budapest est une charge publique qui a existé entre 1950 et 1990 à Budapest. Il s'agissait du président élu par les délégués du conseil de Budapest, entendu dans le contexte du régime communiste comme l'équivalent du soviet à l'échelle de la capitale hongroise. Elle remplace alors les charges de bourgmestre principal (président de l'assemblée de Budapest pendant une courte période entre 1945 et 1949) et de bourgmestre de Budapest. Après le changement de régime en Hongrie en 1990, la fonction de bourgmestre principale est réintroduite.

## Liste des présidents du conseil de Budapest entre 1950 et 1990
| Président         | Président | Mandat | Mandat | Parti | Parti           | Notes |
| Nom               | Image     | Début  | Fin    | Parti | Parti           | Notes |
| ----------------- | --------- | ------ | ------ | ----- | --------------- | ----- |
| Kálmán Pongrácz   |           | 1950   | 1958   |       | MDP, puis MSzMP |       |
| József Veres      |           | 1958   | 1963   |       | MSzMP           |       |
| István Sarlós     |           | 1963   | 1970   |       | MSzMP           |       |
| Lajos Kelemen     |           | 1970   | 1971   |       | MSzMP           |       |
| Zoltán Szépvölgyi |           | 1971   | 1986   |       | MSzMP           |       |
| Pál Iványi        |           | 1987   | 1988   |       | MSzMP           |       |
| József Bielek     |           | 1988   | 1990   |       | MSzMP           |       |